# Фрањо Михалић
Фрањо Михалић (Велика Лудина, 9. марта 1920 — Београд, 14. фебруар 2015) био је југословенски атлетичар и тренер, специјалиста за дуге пруге, а највише маратон.

## Почеци бављења спортом
Спортом се почео бавити веома рано. Најпре је играо фудбал у Загребу (Графичар). Наставио је као бициклиста у загребачком Олимпу. На бициклу је поломио руке и ноге, али је све то пребродио својом легендарном упорношћу. Кад је оставио бициклизам да би се одао трчању нико му није давао озбиљне шансе. Његова спортска фигура је одударала од фигура славних атлета. Само су познаваоци његовог карактера, упорности, марљивости и снажне воље веровали су његов успех. Све своје недостатке надокнадио је снагом воље и успео је да се годинама одржи у врху југословенске и светске атлетике.
Атлетиком је почео да се бави као члан ХШК Конкордија Загреб 1941. године. После Другог светског рата до 1947. је члан загребачке Младости, кад прелази у АК Партизан где је остао до краја живота тренирајући млађе категорије атлетичара.

## Атлетска каријера
Од почетка је почео да се бори са штоперицом и рекордима, у каријери је оборио 22 рекорда, не рачунајући најбоља времена у маратону, која се нису водила као рекорди. Био је рекордер три пута на 5.000 м, 12 пута на 10.000 м, по једанпут на 15.000 м и 25.000 м, два пута на 20.000 м и у трчању на један сат. Лични рекорди у олимпијским дисциплинама су му 14:18,0 на 5.000 и 29:37,6 на 10.000 м и 2:21,23 у маратону. Побеђивао је на маратонима у Токију, Москви, Бостону и Атини, на Поноћној трци у Сао Паолу, а 1951. победио је у Паризу на Кросу нација, претечи светског првенства., Кросу Пет млинова у италијанском Лењану где је побеђивао три пута...
На европским првенствима најбољи пласман му је 5. место 1954. на 10.000 м (29:59,6), а на Олимпијским играма учествовао је три пута. Дебитовао је 1952. у Хелсинкију 18. местом на 10.000 м (30:53,2), у Мелбурну 1956. освојио је сребро у маратону са 2:26,32, а 1960. у Риму у 39. години био је 12. у маратону са 2:21,52.
Највећи успех остварио је на Олимпијским играма у Мелбурну 1956. године, када је освојио сребрну медаљу у маратону резултатом 2:26:32.
Године 1957. је члан репрезентације Балкана у мечу са Скандинавијом. Победио је у трци на 10.000 метара и маратону.
Добитник је прве „Златне значке“ листа "Спорт“ за најбољег спортисту Југославије 1957. године а за спортисту године, такође је проглашаван и у анкетама Спортских новости (1952, 1956. и 1957) и Политике (1956).

## Завршетак каријере
Фрањо Михалић је радио као наставник физичке културе у Војној гимназији у Београду, а имао је и дугу и успешну каријеру и у ветеранској конкуренцији, активан је био као тренер тркача Партизана, атлетски судија и организатор атлетских такмичења.

## Занимљивости
Посебан куриозитет је да најбољи југословенски маратонац свих времена, сребрна медаља са Олимпијских игара у Мелбурну, победник највећих светских маратона, никад није био првак Југославије у маратону
Михалић је учествовао на 1075 званичних такмичења, прешавши на њима 166.250 километара.